# Creu de terme (Pau)
La Creu de terme de Pau és una creu de terme del municipi de Pau (Alt Empordà) inclosa en l'Inventari del Patrimoni Arquitectònic de Catalunya.

## Descripció
Situada a poc més de dos quilòmetres del nucli de Pau, en el paratge del mateix nom, al Parc Natural del Cap de Creus, en el camí a Sant Pere de Rodes o de la creu blanca. Des del nord del nucli urbà s'agafa un itinerari marcat que condueix a la creu.
Es tracta d'una creu llatina tallada en pedra calcària picada, amb restes del revestiment pintat de blanc. Aproximadament amida un metre d'alçada. Presenta els braços rectes amb els extrems carrats i una inscripció gravada a l'extrem superior de l'anvers, on hi ha la llegenda Iesus Nazarenus Rex Iudaeroum, en caràcters gòtics. A la part inferior de l'anvers hi ha una petita creu grega incisa (0,05m) atribuïda a un senyal de pedrapiquer. La creu reposa encastada en una petita motllura quadrangular que descansa damunt una base cilíndrica, d'uns 2 metres d'alçada per uns 80 centímetres d'alçada, feta amb rebles de granit i de pissarra lligats amb morter de calç. La pilastra presenta, encarada a ponent, una fornícula rectangular, actualment tapiada amb pedres, que potser deuria servir per posar-hi una imatge o alguna ofrena.

## Història
Aquesta creu és l'únic testimoni de creu de terme monumental de l'antic territori del monestir de Sant Pere de Rodes que ha arribat sencera fins a l'actualitat. La seva presència anunciava als visitants que entraven al terme de la poderosa abadia romànica per un dels camins més utilitzats fins ben entrat el segle passat. Probablement substituïa una fita més antiga, ja que a vint metres de la creu s'hi troba una penya que té tres creus gravades, una de les quals, més gran i destacada, s'havia realitzat amb un traç molt gruixut essent visible des del camí. Altres interpretacions sostenen que podria tenir caràcter commemoratiu o ser un simple oratori.
Segons una llegenda, la Creu blanca es va erigir en el lloc on un missatger dels monjos de Sant Pere de Rodes va ser devorat pels llops, mentre que una altra versió assegura que la víctima va ser l'abat del monestir.
La Creu Blanca no era pas l'única que hi havia al terme de St. Pere de Rodes, ja que n'hi havia una altra al coll de Canyelles (entre Vilajuïga i Llançà). Ambdues surten documentades en documents del segle x (dues butlles papals i un diploma reial) com a elements que marcaven els límits territorials de l'abadia romànica. En un capbreu de la Vall de Santa Creu del segle xviii, se n'anomenen dues més. A la part superior hi ha gravada la llegenda Ihs Natzaren Rex Iudeo. Es creu que va ser bastida al segle xv.